# کله‌پا (فیلم)
کله‌پا یا سیاه‌مست (به انگلیسی: Blotto) نام فیلمی کمدی با نقش‌آفرینی لورل و هاردی است.

## داستان فیلم
لورل و هاردی قصد رفتن به رستوران مورد علاقه خود را دارند اما همسر لورل مانع رفتن اوست. لورل و هاردی تلاش خود را می‌کنند و به حیله‌های مختلفی متوسل می‌شوند.